# Hongshuia
Hongshuia – rodzaj ryb  z  rodziny karpiowatych (Cyprinidae), utworzony na podstawie dwóch gatunków opisanych w 2008 roku, odkrytych w regionie Kuangsi w południowych Chinach. Trzeci gatunek zaliczony do tego rodzaju był wcześniej klasyfikowany jako Sinocrossocheilus microstomatus.

## Klasyfikacja
Gatunki zaliczane do tego rodzaju:
- Hongshuia banmo
- Hongshuia microstomatus
- Hongshuia paoli

Gatunkiem typowym jest Hongshuia paoli.